# Elia Greco
Elia Greco (Cantalupo, 16 gennaio 1936) è un ex calciatore e allenatore di calcio italiano, di ruolo terzino sinistro e all'occorrenza anche destro.

## Carriera

### Club
Terzino cresciuto nel Legnano, giocò una partita con la formazione lombarda nel campionato di Serie A 1953-1954 e 24 nel torneo di Serie B della stagione successiva, quando giocò in prestito in maglia lilla dopo che la Lazio ne aveva acquistato il cartellino.
Nel 1955 si trasferì al Napoli, collezionando in maglia azzurra 159 presenze ed una rete in Serie A e 21 gare nel vittorioso campionato di Serie B 1961-1962, nella sua ultima stagione con i partenopei, durante la quale si aggiudicò anche la Coppa Italia.

### Allenatore
Allenò la Nocerina per due stagioni, dal 1966 al 1968 e per una stagione L’Aquila. Guida il Campobasso in serie D nel 1972 ma viene esonerato dopo solo cinque giornate. È stato anche allenatore del Fasano nell'annata 1987-1988, stagione della prima  promozione dei pugliesi in Serie C2.

## Dopo il ritiro
Domenica 6 dicembre 2009, in ricordo del cinquantesimo anniversario dell'inaugurazione dello Stadio San Paolo, avvenuta con una vittoria contro la Juventus per 2-1, il presidente del Napoli Aurelio De Laurentiis ha donato a lui ed ai suoi compagni di squadra di quella partita Dolo Mistone e Luís Vinício una maglia azzurra con inciso il numero 50.

## Palmarès

### Giocatore

#### Competizioni nazionali
- Coppa Italia: 1

Napoli: 1961-1962

### Allenatore

#### Competizioni nazionali
- Campionato Interregionale: 2

Nola: 1984-1985
Fasano: 1987-1988 (girone L)